# Amotinado En El Mundo
Amotinado En El Mundo è una raccolta di brani della Oi! band Klasse Kriminale, realizzata da una casa discografica argentina.

## Tracce
1. Dove sono finiti
2. Lungo il fiume
3. Tu vieni da Garageland
4. Police Oppression
5. Generazione distruttiva
6. Faccia a faccia
7. Leggi
8. Mind Invaders
9. Ci incontreremo ancora un giorno
10. Mangia i ricchi
11. Perché corri dove corri?
12. Mutiny on the World
13. La ragazza dalla t-shirt degli "Angelic Upstarts"
14. Uniti sempre divisi mai
15. Locale 1.9.8.2
16. I ragazzi sono innocenti
17. Un altro ribelle è morto
18. Zombie
19. Oi! fatti una risata
20. I Don't Wanna Die in Disneyland
21. Solo lei
22. Non è tardi per ricominciare
23. Me Wanna Change le Monde
24. Goal! (Live)
25. If The Kids are United (live)